# 野乳香树
野乳香树（學名：Boswellia neglecta）是橄榄科乳香树属植物，原产埃塞俄比亚南部和东南部、乌干达东北部、肯尼亚、坦桑尼亚东北部。与大多数乳香不同，野乳香树所产乳香呈深色，质地如岩石。